# یویا
یویایکی از مقامات ارشد مصر باستان بوده است.
| n · t | R25 | B1 |

| n · t | R25 | B1 |

## مقبره
مقبره او در دره شاهان در سال ۱۹۰۵ توسط تئودور دیویس گاستون پیدا شده است.